# Culasse Welin

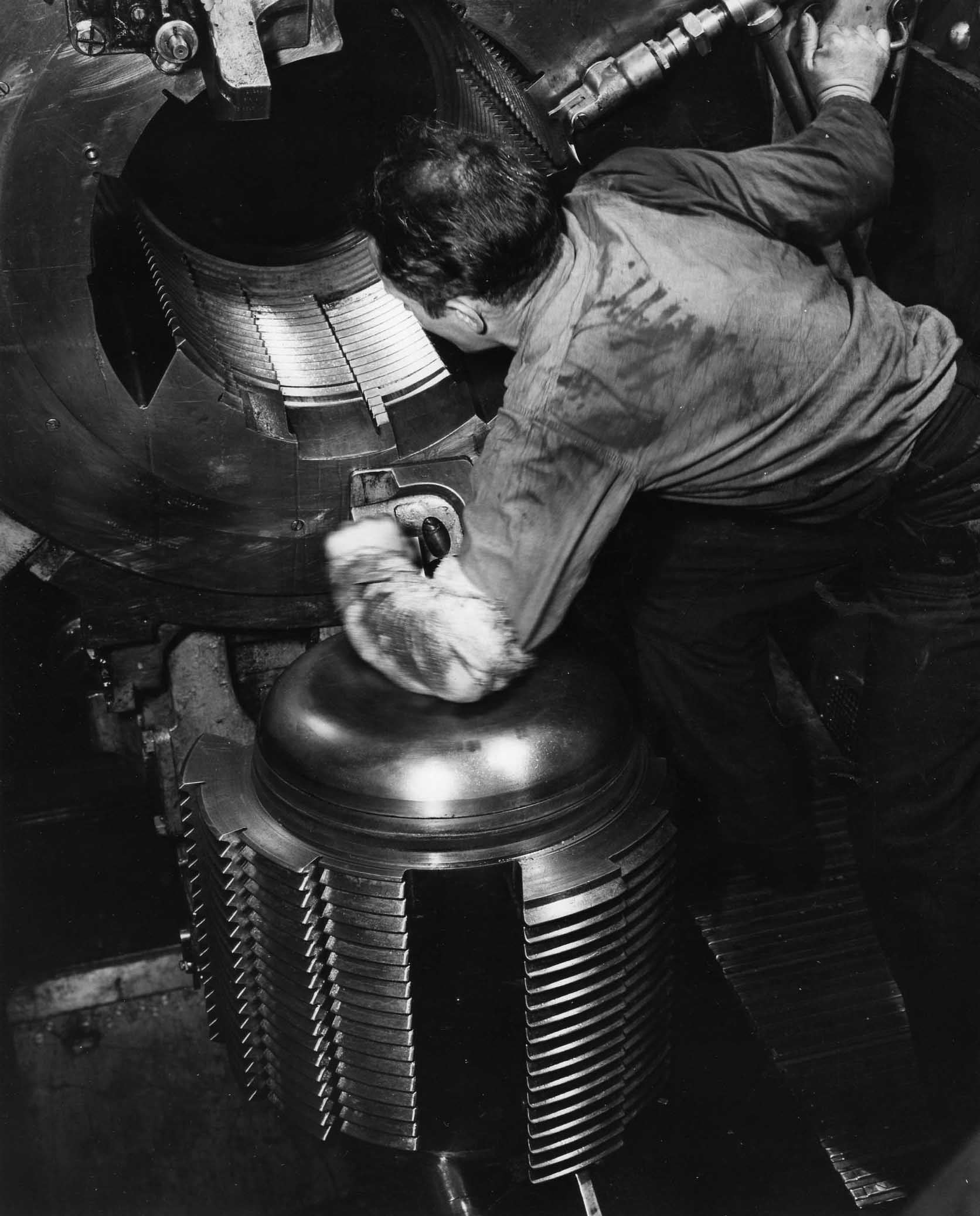
Culasse Welin d'un canon de 16 pouces/45 calibres Mk 6 sur l', en 1943. À noter les quatre « étages » de filetage séparés sur le bloc qui s'engagent dans les « étages » correspondants dans le canon lorsque le bloc est basculé vers l'intérieur et tourné légèrement dans le sens des aiguilles d'une montre.

La culasse Welin était une culasse de canon de conception révolutionnaire. Elle intègre un filetage étagé et interrompu pour le verrouillage des culasses d'artillerie. Elle fut inventée par Axel Welin en 1889 ou 1890. Peu de temps après, Vickers acquit les brevets britanniques.

## Conception

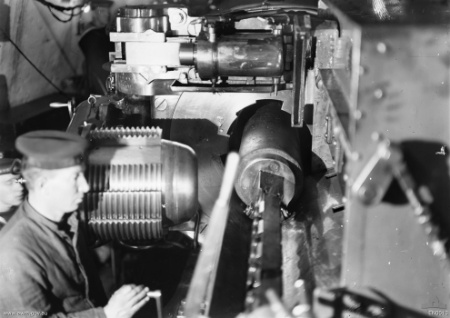
Culasse d'un canon britannique de 12 pouces à ouverture vers la gauche sur l', en 1918. Cette culasse était verrouillée en tournant dans le sens inverse des aiguilles d'une montre.

Le bloc de culasse incorporait un design de vis avec de multiples « étages » de filetages avec un rayon de base croissant progressivement, chaque filetage occupant un secteur circulaire.
Chaque secteur de filetage s’engage dans son taraudage correspondant usiné dans la culasse du canon lorsqu'il est inséré et tourné. Un écart dans le diamètre extérieur du filetage était nécessaire pour insérer le filetage de plus grande diamètre, de sorte que la zone de la culasse fixée par des filets dans le bloc est:
{\displaystyle {\frac {\text{nombre d'étages}}{1+{\text{nombre d'étages}}}}\times {\text{longueur du filetage}}}
C'était une amélioration majeure sur les conceptions antérieures sans étagement comme le système de Bange, qui n'avait qu'un seul filetage et par voie de conséquence seulement la moitié de la circonférence du bloc avait un filetage qui s'engageait dans le canon. Il nécessitait un filetage assez long pour répartir les efforts et obtenir un verrouillage sécurisé. La zone filetée beaucoup plus grande du bloc Welin lui permettait d'être plus courte, permettant une ouverture plus rapide car elle pouvait être rabattue vers le bas ou sur le côté après avoir été retirée sur une distance beaucoup plus courte que celles les conceptions précédentes. C'était aussi plus simple et plus sûr.

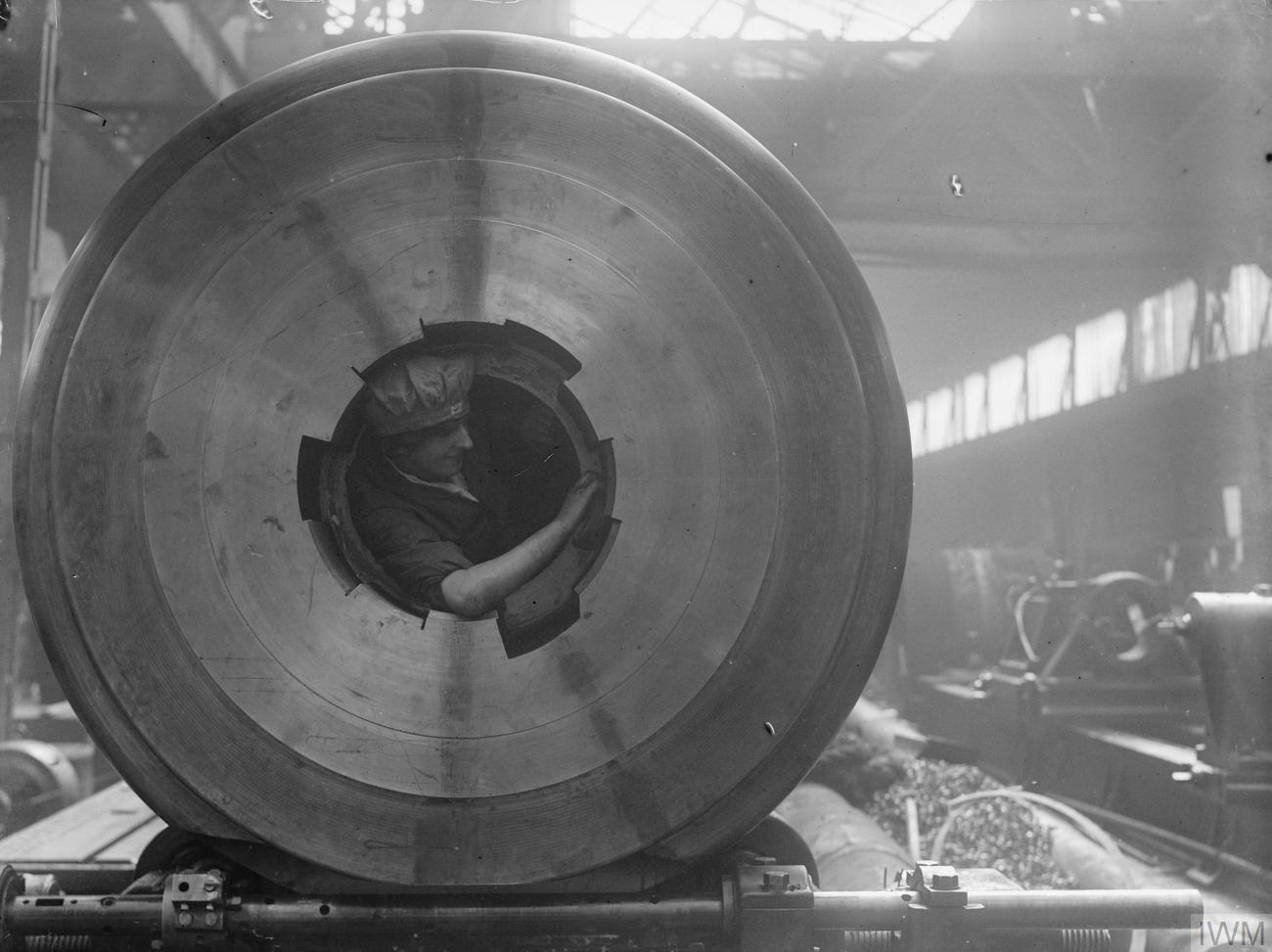
Une ouvrière nettoie les filetages de la culasse d'un canon de 15 pouces à l'intérieur du canon dans la manufacture d'armes de Coventry pendant la Première Guerre mondiale.

La culasse Welin était une vis à mouvement unique qui permettait de la manœuvrer beaucoup plus vite que les précédentes culasses à filetage interrompu. Elle devint très courante sur l'artillerie britannique et américaine de gros calibre et sur l'artillerie de campagne de calibre supérieur à 4,5 pouces (114 mm).
Bien que la marine américaine se vit offrir la conception un an ou deux après son invention, elle déclina l’offre et la société américaine Bethlehem Steel passa les cinq années suivantes à essayer de contourner le brevet de Welin, avant de devoir l'acheter via Vickers.